# Sytkivtsi
Sytkivtsi (ukrainien : Ситківці) est une commune urbaine de l'oblast de Vinnytsia, en Ukraine. Elle compte 2 184 habitants en 2021.